# Liberia (motorfiets)
Liberia is een historisch merk van motorfietsen.
Ets. Biboud, Grenoble, Isère (1920-1965).
Grote en bekende Franse fietsenfabriek, die jarenlang ook motorfietsen maakte, voornamelijk voorzien van 98- tot 248 cc Aubier Dunne-tweetaktmotoren. In de laatste jaren maakte men voornamelijk gemotoriseerde fietsen en bromfietsen.